# アラダ
アラダ（フランス語: Arada、アラビア語: أردا）は、チャドの都市であり、ワジ・フィラ州に位置する支庁の一つである。ビルティン郡に属している。

## 地理
チャド東部、首都ンジャメナの北東約676kmに位置する。

## 気候
この都市の気候は、砂漠気候（ケッペンの気候区分ではBWh）となっている。年平均気温は29.2℃。最も寒い月（1月）の平均気温は24.1℃、最も暑い月（5月）の平均気温は33.1℃となっている。推定通年降水量は189mm。年間の降水量は不均等に分布しており、そのほとんどが5月から9月の期間に降っている。降水量が最も多いのは8月で92mmである。

## 人口
2009年の公式国勢調査によると、アラダの人口は18,108人（男性8,985人、女性9,123人）。アラダの年齢層別人口は、15歳未満が54.9%、15歳から59歳が40.1%、60歳以上が5%だった。

## アクセス
最寄りの空港はビルティンにある。

## 関連記事
チャドの都市の一覧